# 施皮茨 (奥地利)
施皮茨（德語：Spitz）是奥地利下奥地利州克雷姆斯兰县的一个市镇。总面积23.83平方公里，总人口1716人，人口密度72.0人/平方公里（2005年）。

## 景点
- 施皮茨堂区教堂
- 欣特豪斯城堡废墟（Ruine Hinterhaus）
- Schloss Niederhaus